# Герб Яблунця
Герб Яблунця́ — офіційний символ смт Яблунець Ємільчинського району Житомирської області, затверджений 29 червня 2013 р. рішенням XXVIII сесії Яблунецької селищної ради V скликання. Герб є промовистим.

## Опис
На золотому полі лазурове перекинуте вістря та зелена база, у центрі — золоте сонце з червоною літерою «Я», від якого на лазурове поле виходять п'ять золотих променів, над ними — три срібні квітки яблуні в балку, від золотих полів сонце відділене тонкими червоними облямівками, від яких відходять два червоні крила. Щит обрамований золотим декоративним картушем і увінчаний срібною міською короною.

## Значення символів
Золоте поле уособлює хлібні поля, лазурове перекинуте вістря — чисте, мирне небо, красу й духовну велич. Зелена барва — символ навколишньої природи. Червона літера «Я» на фоні золотого сонця вказує на назву селища. Золоте сонце з п'ятьма променями — символ багатства, добра, тепла і світла. Три срібні квітки яблуні вказують на походження назви селища. Два червоні крила з тонкими червоними облямівками вказують на історію поселення.